# Lina Flórez
Lina Flórez, född 2 november 1984, är en friidrottare från Colombia. Hon deltog vid olympiska sommarspelen 2012.